# Temas LGBT na mitologia hindu
|                                                                                           |  |  |
| Aravanis (direita), "noivas" transgêneras do deus Aravan (esquerda), lamentam a sua morte |  |  |

Há diversos exemplos de temas LGBT na mitologia hindu. Há muitas deidades que mudam de gênero na mitologia hindu, manifestando-se em sexos diferentes em momentos diferentes, ou mesmo transformando-se em seres andróginos ou hermafroditas. Os deuses hindus modificam seu sexo ou se manifestam como avatar do sexo oposto a fim de facilitar a relação sexual deles. Também há seres não-divinos que passam por mudanças de sexo por meio da intervenção dos deuses, como resultado de maldição ou bênção, ou ainda como resultado natural de sua reencarnação.
A mitologia hindu contém numerosos incidentes em que as interações sexuais servem para uma finalidade não-sexual, sagrada e, em alguns casos, essas interações ocorrem com seres do mesmo sexo. Por vezes tais interações são condenadas pelos deuses, e em outros momentos eles abençoam casais homossexuais.
Além das histórias de sexo e de variação sexual—que geralmente são aceitas pelo hinduísmo—os estudiosos modernos e ativistas gays também destacam temas LGBT em textos menos famosos e menores ou mesmo apontam referências LGBT em histórias que, tradicionalmente, acredita-se que não tenham conotação homoerótica. Essas análises têm causado divergências sobre o verdadeiro significado das histórias hindus mais antigas.